# Groklaw
Groklaw（グロックロー）は、オープンソースソフトウェア関連の法的なニュースをカバーするウェブサイトである。
2003年5月16日から法律家のパメラ・ジョーンズ（Pamela Jones）によりRadio UserLandを使い後にGeeklog CMSに切り替えて運営されているが、スノーデン事件を受けて2013年、やむなく閉鎖した。サイト開設から多くの賞を受賞している。記事はCC NC-ND 3.0で再配布ができる。
以下の問題をカバーした：
- SCOのLinux関連の訴訟
- EUによるマイクロソフトの独占禁止問題
- Office Open XMLの規格化